# J-STAGE
J-STAGE (Japan Science Technology Information Aggregator, Electronic) — платформа електронних журналів для японських академічних журналів, якою керує Японське агентство з науки і технологій (JST). Вона «підтримує подання рукописів, рецензування, верстку сторінок і розповсюдження електронних журналів», що публікуються в Японії. Сайт надає безкоштовний доступ до повних текстів електронних журналів, матеріалів і звітів різних японських наукових товариств.
Він включає Journal@rchive, відкритий цифровий архів японських журналів, створений у 2005 фінансовому році урядом Японії. Станом на квітень 2009 року близько 540 наукових організацій скористалися цією можливістю. Станом на лютий 2012 року для завантаження було доступно 1,68 мільйона статей. Щоб створити архів, у 2006 році був представлений робот-сканер книг, який міг сканувати 1200 сторінок за годину.